# Mamakan
Mamakan (rusky Мамакан) je řeka na východě Irkutské oblasti v Rusku. Je dlouhá 209 km. Povodí řeky má rozlohu 9 460 km². Na horním toku se nazývá Střední Mamakan (rusky Средний Мамакан).

## Průběh toku
Pramení na Severomujském hřbetu a teče na sever, přičemž protíná Deljun-uranský hřbet. Ústí zleva do Vitimu (povodí Leny).

### Přítoky
- zprava – Pravý Mamakan
- zleva – Levý Mamakan

## Vodní režim
Zdrojem vody jsou převážně dešťové srážky. Průměrný roční průtok vody činí přibližně 180 m³/s. Zamrzá v říjnu a rozmrzá v květnu. V létě (květen až září) dochází k povodním.

## Využití
Na řece se nachází Mamakanská vodní elektrárna.